# Santuario della Madonna della Rocca (Taormina)

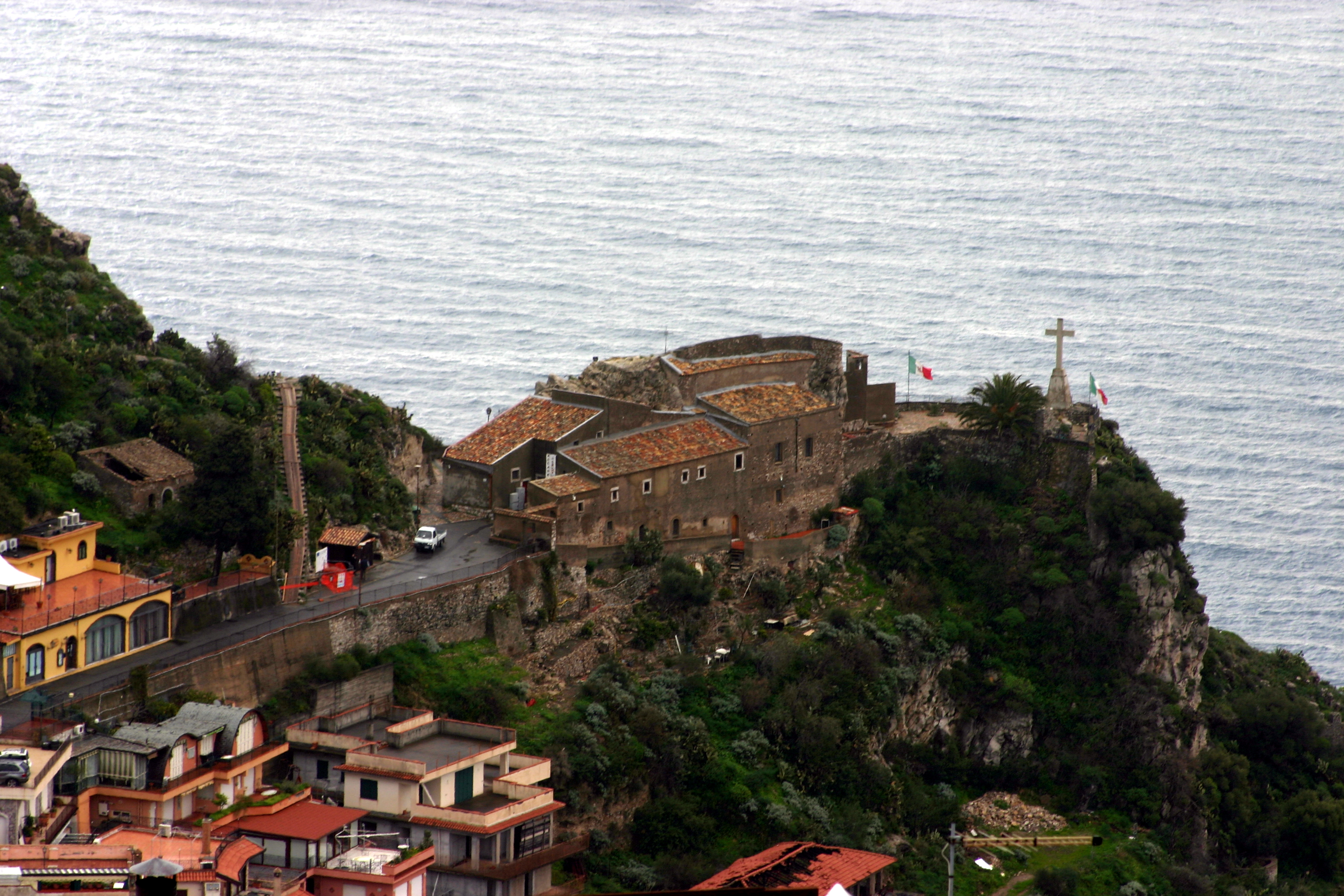
Il santuario della Madonna della Rocca visto da Castelmola

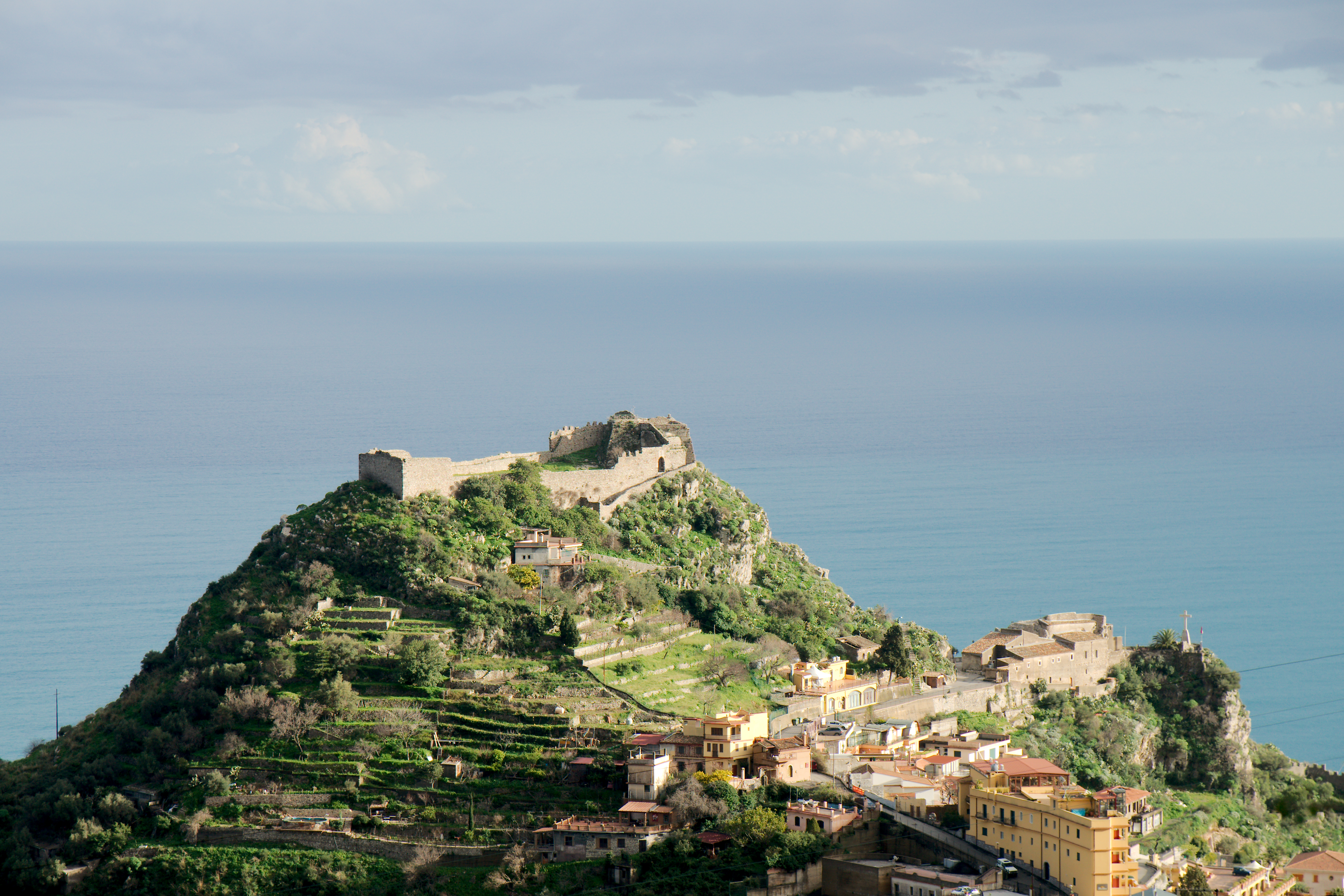
Il Castel Taormina e, ai suoi piedi, il santuario

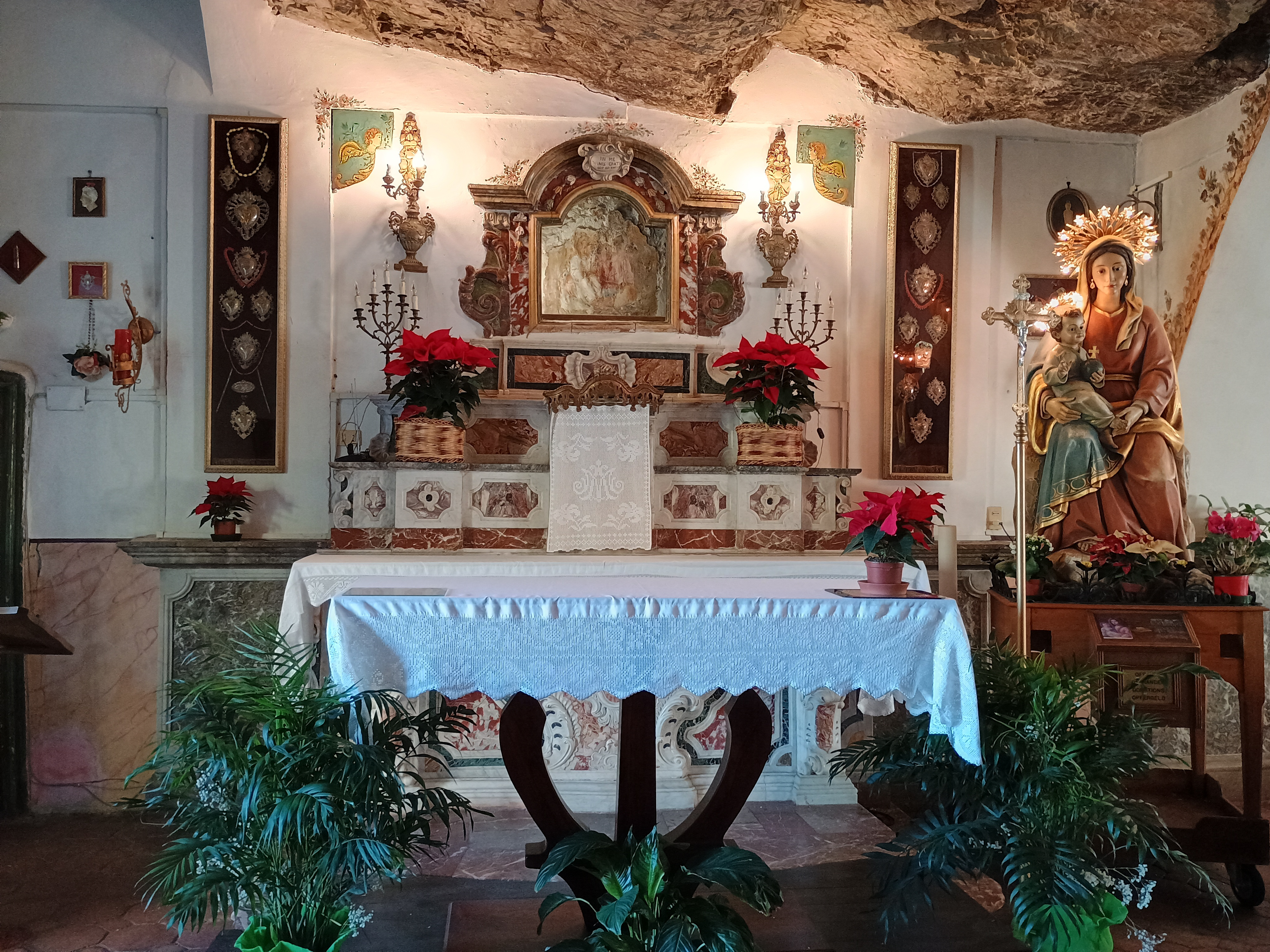
Interno della chiesetta rupestre

Il santuario della Madonna della Rocca è un sito religioso sito nei pressi di Taormina e comprende una chiesetta (Santa Maria della Rocca o Madonna della Rocca) e un piccolo monastero basiliano, ora abbandonato.
Il complesso si trova a circa 400 m slm, sul monte che domina Taormina, nei pressi del Castel Taormina (o "castello saraceno"), dove un tempo era l'acropoli dell'antica Tauromenion, colonia greca.
La chiesetta, fondata intorno al 1640 dall'abate taorminese Francesco Raineri, all'epoca arcidiacono della cattedrale di Monreale e luogotenente del cardinale di Palermo Cosma de Torres, fu costruita sfruttando l'esistenza di una grotta naturale e parte del soffitto mostra la roccia viva in pietra di Taormina. L'abate Raineri fu poi sepolto nella stessa chiesetta.
Del santuario parla già il geografo al-Idrisi nel XII secolo.
Alla nascita del santuario è legata la leggenda di un pastorello di Mola che, costretto da un temporale a rifugiarsi nella grotta insieme alle proprie pecore, vide alla luce di un lampo una bellissima donna con in braccio un bimbo biondo. Il giovane abbandonò il bestiame e fuggì dai genitori per raccontare l'accaduto. I tre si recarono poi alla grotta per recuperare le bestie e all'interno scoprirono un dipinto che raffigurava la donna vista dal giovane e in braccio ad essa un bambino, cui però mancava la testa. È possibile che si trattasse di un'icona bizantina, manomessa in seguito agli indirizzi iconoclasti degli imperatori d'Oriente tra l'VIII e il IX secolo. La pretesa apparizione della Madonna spinse il clero locale ad organizzare venerazione dell'immagine e pellegrinaggi.